# Shredder
Shredder é um programa comercial de xadrez desenvolvido na Alemanha, por Stefan Meyer-Kahlen, em 1993. Shredder venceu o World Microcomputer Chess Championship em 1996 e 2000, o World Computer Chess Championship em 1999 e 2003, o World Computer Speed Chess Championship em 2002, 2003, 2004, 2005 e 2007, e o Campeonato Mundial de Software de Xadrez em 2010.
Na lista de classificação CEGT de 24 de janeiro de 2007, o Deep Shredder 10.0 ficou em quinto lugar, com um rating de 2855 - 5 pontos abaixo do LoopMp, 22 pontos abaixo do Deep Fritz 10 e 160 pontos abaixo do número 1 do ranking Rybka 2.1, que teve uma classificação de 3015.
A versão 10.0 foi lançada em junho de 2006. A versão 11.0 foi lançada em outubro de 2007. A versão 12 foi lançada em janeiro de 2010. A versão "Deep" aproveita várias CPUs ou CPUs de vários núcleos. A versão 13 foi lançada em 30 de outubro de 2016. A versão 13 é cerca de 300 Elo melhor que a versão 12.
Em 2018, o Deep Shredder mantém-se como uma das principais forças do jogo de xadrez eletrônico.

## Premiações
Shredder venceu muitos torneios de xadrez desde o seu lançamento:
| Ano  | Local      | Título                                   |
| ---- | ---------- | ---------------------------------------- |
| 1996 | Jakarta    | Micro Computer World Champion            |
| 1999 | Paderborn  | Micro Computer World Champion            |
| 1999 | Paderborn  | Computer Chess World Champion            |
| 2000 | London     | Micro Computer World Champion            |
| 2001 | Maastricht | Micro Computer World Champion Single CPU |
| 2002 | Maastricht | Blitz World Champion                     |
| 2003 | Graz       | Computer Chess World Champion            |
| 2003 | Graz       | Blitz World Champion                     |
| 2004 | Tel Aviv   | Blitz World Champion                     |
| 2005 | Reykjavík  | Blitz World Champion                     |
| 2006 | Mainz      | Chess960 World Champion                  |
| 2007 | Amsterdam  | Blitz World Champion                     |
| 2010 | Kanazawa   | Chess Software World Champion            |
| 2013 | Yokohama   | Blitz World Champion                     |
| 2015 | Leiden     | Chess Software World Champion            |
| 2017 | Leiden     | Chess Software World Champion            |

## Plataformas
Shredder é um dos poucos programas comerciais disponível não apenas para Windows e Mac OS, mas também para Linux Shredder is also available on the iPhone, the iPad e Android.